# Pardosa martensi
Pardosa martensi är en spindelart som beskrevs av Jan Buchar 1978. Pardosa martensi ingår i släktet Pardosa och familjen vargspindlar.
Artens utbredningsområde är Nepal. Inga underarter finns listade i Catalogue of Life.